# Sara Llorca
 (août 2025).
Si vous disposez d'ouvrages ou d'articles de référence ou si vous connaissez des sites web de qualité traitant du thème abordé ici, merci de compléter l'article en donnant les références utiles à sa vérifiabilité et en les liant à la section « Notes et références ».
Pour les articles homonymes, voir Llorca (homonymie).
Sara Llorca, née le 31 mars 1983 à Besançon, est une comédienne et metteuse en scène française de théâtre.

## Biographie
Sara Llorca est la fille du metteur en scène Denis Llorca et de la comédienne Catherine Rétoré,. Après s'être formée auprès de son père, elle entre en 2006 au Conservatoire national supérieur d'art dramatique où elle suit l'enseignement de Dominique Valadié ainsi que de Nada Strancar et Yann-Joël Collin et dont elle sort diplômée en 2009. Actrice, elle travaille avec son père Denis Llorca, Jacques Lassalle, Wajdi Mouawad, ainsi que comme assistante d'Arthur Nauzyciel.
Sara Llorca fonde en 2012 la Compagnie du hasard objectif avec son ami d'enfance l'architecte et scénographe Charles Vitez, petit-fils d'Antoine Vitez et se produit notamment au Lucernaire et au théâtre de l'Odéon (Ateliers Berthier). Cette compagnie s'attache particulièrement à la question de la folie dans la société.
Elle est artiste associée au Théâtre de la Manufacture - Centre dramatique national de Nancy-Lorraine en 2018. De 2016 à 2019, elle est engagée par le Théâtre national de la Colline pour diriger différents ateliers de pratiques artistiques.
Par ailleurs et depuis 2010, Sara Llorca chante les poèmes d'Arthur Rimbaud et de Paul Verlaine dans le groupe Les Indolents, avec Adrien Troncquart (composition, guitare) et Benoît Lugué (contrebasse). Elle poursuit ses expériences musicales dans le groupe Cycles, sur des compositions de Benoît Lugué. En décembre 2016, elle assure la mise en scène de Fishbach (création Trans-Musicales de Rennes) et plus tard celles des groupes Teorem, SuperBravo et Maud Lübeck.

## Théâtre

### Metteuse en scène
- 2005 : Le Roucoulement des hommes de Sylvie Chenus, Lucernaire, Théâtre des Sources (Fontenay-aux-roses)
- 2005 : Carline d'Acanthe d'Emmanuel Faventines, Théâtre de l'Odéon (Ateliers Berthier)
- 2006 : Place des héros (Heldenplatz) de Thomas Bernhard (assistante) mise en scène Arthur Nauzyciel, Comédie-Française
- 2007 : Tambours dans la nuit de Bertolt Brecht, CNSAD
- 2011 : Théâtre à la campagne de David Lescot, Jeune Théâtre National, Théâtre l'Arlequin (Morsang-sur-Orge), Comédie de Genève
- 2012 : Les Deux Nobles Cousins de William Shakespeare et John Fletcher, CNSAD, Théâtre 13
- 2013 : 4.48 Psychose de Sarah Kane, Théâtre L'Arlequin (Morsang-sur-Orge)[4]
- 2017: Les Bacchantes[5],[6] d'après Euripide, Théâtre 71 (scène nationale de Malakoff)
- 2020 : La Terre se révolte[7], de Sara Llorca, Omar Youssef Souleimane et Guillaume Clayssen, Chapelle des Bernardines

### Actrice
- 2007 : La Visite au père de Roland Schimmelpfennig mise en lecture Jacques Lassalle, avec Niels Arestrup et Marie-France Pisier, Festival NAVA - La fille
- 2008 : Les Troyennes d'après Euripide mise en scène Denis Llorca - Andromaque et Hélène
- 2009 : Le Malade imaginaire de Molière mise en scène Georges Werler, avec Michel Bouquet - Angélique
- 2010 : La guerre n'a pas un visage de femme et Les Cercueils de zinc de Svetlana Alexievitch mise en scène Stéphanie Loïk, Théâtre des Quartiers d'Ivry - Svetlana Alexievitch
- 2011 : Trilogie « Des femmes » de Wajdi Mouawad d'après Sophocle, Festival d'Avignon - Ismène dans Antigone et Électre dans Électre
- 2012 : Les Deux Nobles Cousins de William Shakespeare et John Fletcher au Théâtre 13 mise en scène Sara Llorca - La Fille du geôlier[8]
- 2012 : Roméo et Juliette de William Shakespeare mise en scène David Bobée, Théâtre national de Chaillot - Juliette
- 2013 : Phèdre de Sénèque mise en scène Élisabeth Chailloux, Théâtre des Quartiers d'Ivry - Le Chœur
- 2013 : 4.48 Psychose de Sarah Kane, mise en scène Sara Llorca et Charles Vitez
- 2014 : Nos occupations, texte et mise en scène David Lescot - Frésure
- 2017: Les Bacchantes d'après Euripide, mise en scène Sara Llorca - Le Chœur
- 2019 : Mort prématurée d'un chanteur populaire dans la force de l'âge, mise en scène Wajdi Mouawad,   Théâtre national de la Colline